# Erwan Siakam-Kadji
Erwan Siakam-Kadji, né à Lille le 10 septembre 1987, est un handballeur français évoluant au poste d'arrière gauche dans le club du Tremblay-en-France Handball depuis 2016. Révélé sous le maillot du Dunkerque Handball Grand Littoral, il a d'abord rejoint l'US Créteil en 2014. En 2020, il est naturalisé pour participer au Championnat d'Afrique des nations avec la Cameroun
.

## Palmarès
Compétitions internationales
- finaliste de la Coupe de l'EHF en 2012

Compétitions nationales
- Vainqueur du Championnat de France (1) : 2014
  - Vice-champion en 2013
- Vainqueur de la Coupe de France (1) : 2011
  - Demi-finaliste en 2009 et 2013
- Vainqueur de la Coupe de la Ligue (1) : 2013
  - Demi-finaliste en 2010, 2011 et 2014
- Vainqueur du Trophée des champions (1) : 2012
  - Finaliste en 2013
- Vainqueur du Championnat de France de D2 (1) : 2017

Autres
- 3e du Challenge Falcony (championnat de France des -18 ans) en 2004